# Championnat de Corée du Sud de football 1985
Navigation
Saison précédente Saison suivante
La saison 1985 du Championnat de Corée du Sud de football est la 3e édition de la première division sud-coréenne à poule unique, la K-League. Huit clubs prennent part au championnat qui est sous la forme d'une poule unique, où toutes les équipes se rencontrent trois fois. À la fin du championnat, le club classé dernier est relégué et remplacé par le meilleur club de deuxième division.
C'est le club de Lucky-Goldstar Hwangso qui remporte le titre de champion en terminant en tête du classement, avec deux points d'avance sur le duo POSCO Dolphins-Daewoo Royals, tenant du titre. C'est le tout premier titre de l'histoire du club qui se qualifie ainsi pour la Coupe d'Asie des champions 1986-1987.

## Les huit clubs participants
| - Yukong Kokkiri - Daewoo Royals - Hallelujah Eagles - Hyundai Horang-i | - Lucky-Goldstar Hwangso - Gwangju Sangmu FC - Promu de deuxième division - POSCO Atoms - Hanil Bank |

## Compétition
Le barème de points servant à établir le classement se décompose ainsi :
- Victoire : 2 points
- Match nul : 1 point
- Défaite : 0 point

### Classement
| Rang | Équipe                 | Pts | J  | G  | N  | P  | Bp | Bc | Diff |
| ---- | ---------------------- | --- | -- | -- | -- | -- | -- | -- | ---- |
| 1    | Lucky-Goldstar Hwangso | 27  | 21 | 10 | 7  | 4  | 35 | 19 | +16  |
| 2    | POSCO Atoms            | 25  | 21 | 9  | 7  | 5  | 25 | 17 | +8   |
| 3    | Daewoo Royals T        | 25  | 21 | 9  | 7  | 5  | 22 | 16 | +6   |
| 4    | Hyundai Horang-i       | 24  | 21 | 10 | 4  | 7  | 23 | 21 | +2   |
| 5    | Yukong Kokkiri         | 19  | 21 | 7  | 5  | 9  | 28 | 26 | +2   |
| 6    | Gwangju Sangmu FC P    | 19  | 21 | 6  | 7  | 8  | 23 | 30 | -7   |
| 7    | Hanil Bank             | 16  | 21 | 3  | 10 | 8  | 18 | 30 | -12  |
| 8    | Hallelujah Eagles      | 13  | 21 | 3  | 7  | 11 | 15 | 30 | -15  |

|  | Qualification pour la Coupe d'Asie des clubs champions 1986-1987 |
|  | Relégation directe en deuxième division                          |
|  | T Tenant du titre P Promu de deuxième division                   |

## Bilan de la saison
| Championnat de Corée du Sud de football 1985 |                                    |
| Champion                                     | Lucky-Goldstar Hwangso (1er titre) |
| Coupes et trophées                           |                                    |
| Vainqueur de la Coupe de Corée du Sud 1985   | Non disputée                       |
| Qualifications continentales                 |                                    |
| Coupe d'Asie des clubs champions 1986-1987   | Lucky-Goldstar Hwangso             |
| Promotions et relégations                    |                                    |
| Promus en K-League                           | Aucun                              |
| Relégués en K2-League                        | Hallelujah Eagles                  |